# 1351
1351 је била проста година.

## Догађаји
- 26. март — По тридесет витезова из Француске и Енглеске су се током Рата за бретонско наслеђе борили да се одлучи ко ће владати Војводством Бретања.